# Adenochilus
Adenochilus é um género botânico pertencente à família das orquídeas, ou Orchidaceae, classificado na subtribo Caladeniinae da tribo Diurideae. É o único gênero de Caladeniinae que não apresenta tubérculos radiculares, substituídos por rizomas alongados, é também o único gênero com mais de um caule por planta. Adenochilus é composto por apenas duas espécies terrestres, Adenochilus gracilis, originária da Nova Zelândia, Ilha Stewart e Ilha Chatham, e Adenochilus nortonii que é endêmica de duas áreas restritas, em New South Wales e New England, na Austrália, em ambos os casos habitando áreas geralmente elevadas ou montanhosas, sempre ocorrendo em locais recobertos de musgo, em meio a camadas de folhas em decomposição, ou fendas de rochas ou escarpas abrigadas da luz solar direta. São pantas de cultivo muito difícil.
Espécies anuais que apresentam caules curtos, eretos, não ramificados, com uma única folha membranácea plana, e inflorescência terminal com apenas uma ou duas flores ressupinadas de cores discretas ou brancas, de segmentos livres, externamente recobertos por pêlos glandulares avermelhados. A sépala dorsal é muito mais larga que as restantes, bastante côncava e tombada sobre a coluna; as pétalas são menores que as sépalas laterais. O labelo é muito menor que os outros segmentos, trilobado, com lobo central estreito e acuminado, preso à coluna por uma garra basal, recoberto por pequenas glândulas que se avolumam e concentram em linha central ao longo de todo o labelo. A coluna é curva e delicada, recoberta por pilosidades avermelhadas, terminando em extremidade de margens denticuladas que quase completamente recobrem a capa da antera e suas oito polínias.

## Publicação
- Adenochilus Hook.f., Fl. Nov.-Zel. 1: 246 (1853).

## Espécies
O gênero Adenochilus possui 2 espécies reconhecidas atualmente.
- Adenochilus gracilis Hook.f.
- Adenochilus nortonii Fitzg.